# Сви у напад: Навијај или умри
Сви у напад: Навијај или умри (енгл. Bring It On: Cheer or Die) амерички је слешер филм из 2022. године, у режији Карен Лам, по сценарију Ребеке Макендри и Дејне Шварц. Наставак је филма Сви у напад: Светско такмичење и седми део серијала Сви у напад. Глане улоге глуме Кери Медерс, Тијера Сковби и Миси Пајл.
Разликује се од својих претходника по томе што делимично одбацује уобичајени хумористички тон серијала и окреће се ка хорор елемената.

## Радња
Када чирлидерски тим вежба своје рутине током викенда за Ноћ вештица у напуштеној школи, непознати убица их хвата једног по једног.

## Улоге
- Кери Медерс као Аби
- Тијера Сковби као Макејла Милер
- Миси Пајл као директорка Симонс
- Алтен Вилмонт као Матео
- Александра Битон као Реган
- Сијера Холдер као Џеки
- Сем Роберт Муик као Квинси
- Алек Карлос као Дени Џефриз
- Марлоу Зимерман као Пејџ Симонс
- Макена Зимерман као Иви Симонс
- Ерика Превост као Тори
- Медисон Макајзак као Сидни
- Руди Боргонија као Сол
- Самјуел Браун као Скот Бекер